# Киттельсен, Теодор
Теодор Северин Киттельсен (норв. Theodor Severin Kittelsen, 27 апреля 1857 года — 21 января 1914 года) — норвежский художник, график и иллюстратор, знаменитый своими пейзажами и рисунками на мифологические сюжеты, в первую очередь изображениями троллей.

## Биография
Киттельсен родился в маленьком городке Крагерё (Kragerø) в семье купца, вторым из восьми детей. С детского возраста он начал рисовать. Поскольку отец рано умер, Киттельсен с раннего возраста был вынужден работать. В том числе он на короткое время ездил в столицу Норвегии Кристианию работать учеником маляра.
Когда Киттельсен работал учеником часовщика, тот познакомил его с состоятельным меценатом и любителем искусства Дидрихом Марией Олом (Diderich Maria Aall), который помог ему поступить в школу искусств в Кристиании и оплатил обучение. Киттельсен учился в Кристиании два года, после чего отправился в Мюнхен, чтобы продолжить обучение, снова за счёт Ола.
Через три года у Киттельсена начались финансовые затруднения, так как Ол больше не мог его обеспечивать. Картины приносили мало денег. В результате он вынужден был вернуться в Норвегию. Тогда же Киттельсен отслужил в армии. После армии благодаря стипендии он на короткое время смог поехать в Париж, а затем снова в Мюнхен. В 1883 году Киттельсен совместно с немецкими художниками Эриком Вереншёллем и Отто Синдингом получил заказ на иллюстрации к трёхтомному изданию норвежских народных сказок.
Поскольку Киттельсен сильно тосковал по родине, в 1887 году он вернулся в Норвегию и больше её не покидал. Он получил работу смотрителя маяка на острове Скомвар (Лофотенские острова). Местная природа вдохновила его на создание нескольких серий рисунков, которые были изданы отдельными книгами (тексты написал также Киттельсен): «Жизнь в стеснённых обстоятельствах» (Fra Livet i de smaa Forholde, 1890), «С Лофотенских островов» (Fra Lofoten, 1890—1891) и «Колдовство» (Troldskab, 1892).
В 1889 году Киттельсен познакомился с девушкой по имени Инга Кристине Дал, которая была на десять лет моложе его. Очень скоро они поженились.
В середине 1890-х годов Киттельсен создал свою самую знаменитую книгу — «Чёрная смерть» (норв. Svartedauen). Книга была посвящена эпидемии чумы, которая прошла по всей Европе в середине XIV века и стала причиной смерти миллионов человек, в том числе опустошив Норвегию.
Осенью 1907 года Киттельсен осуществляет поездку в города Нутодден и Рьюкан для осмотра выдающихся промышленных и энергетических новостроек компании «Норск Гидро», после которой в течение конца 1907-го и начале 1908 года пишет серию картин «Сказки водопада» — пять больших акварелей, в сказочной форме рассказывающих историю этого строительства.
В 1908 году Киттельсен был награждён Орденом Святого Олафа — высшей наградой Норвегии. В 1911 году он написал автобиографию «Люди и тролли, воспоминания и грёзы. Автобиография» (Folk og Trold, minder og drømme. Selvbiografi).
Умер 21 января 1914 года на острове Елёйа.

## В современной культуре
Некоторые норвежские блэк-метал группы (например, Burzum и Carpathian Forest) использовали некоторые картины Киттельсена для оформления обложек своих альбомов.

## Галерея

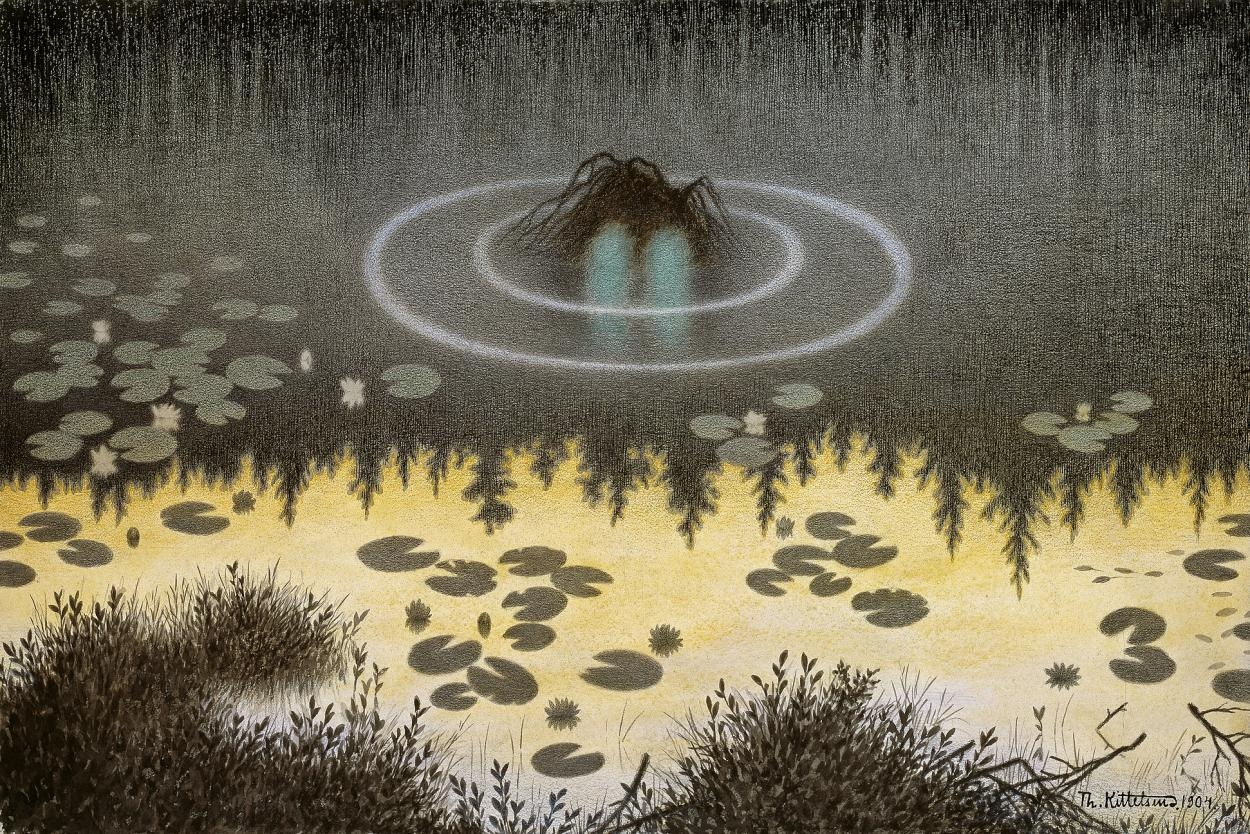
Nøkken, 1887-92 (Водяной)
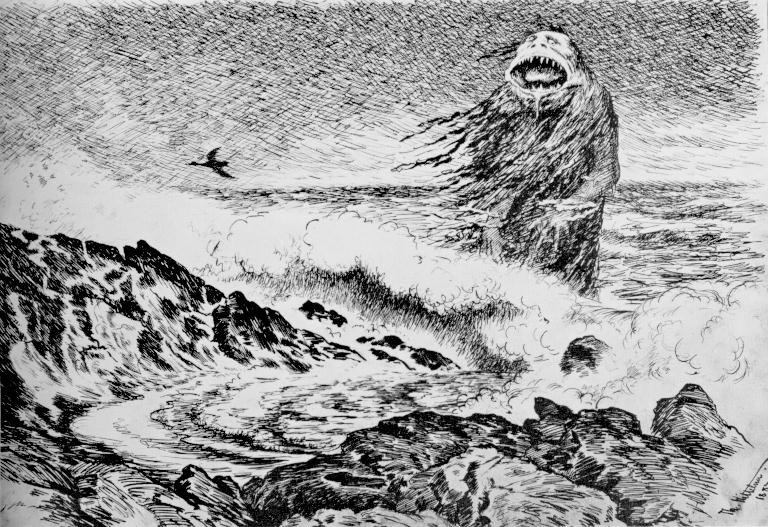
Sjøtrollet, 1887 (Морской тролль)
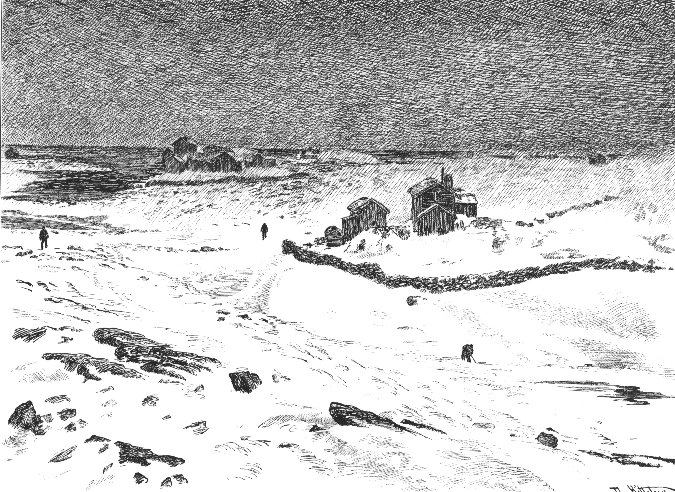
Røst, 1890 (С острова Рёст)
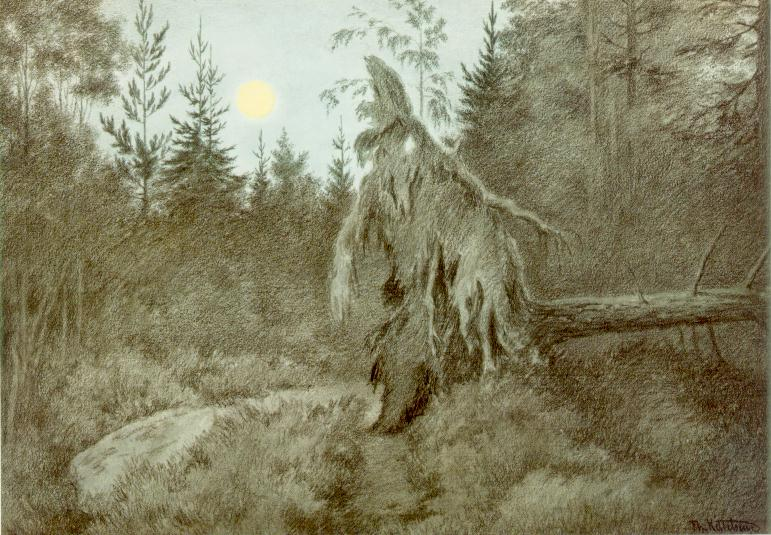
Det rusler og tusler rasler og tasler, 1900 (Страшный, жуткий, шуршащий, шумный)
Op under Fjeldet toner en Lur, 1900 (Высоко в горах поёт рожок)
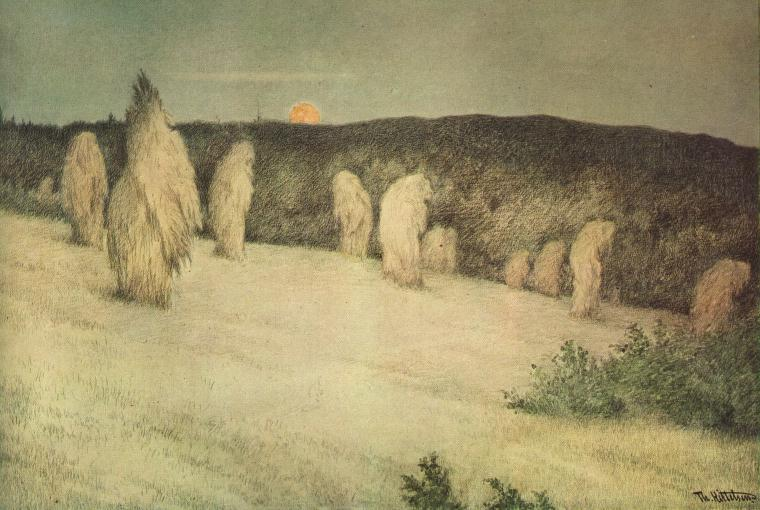
Kornstaur i måneskinn, ca. 1900 (Снопы пшеницы в лунном свете)
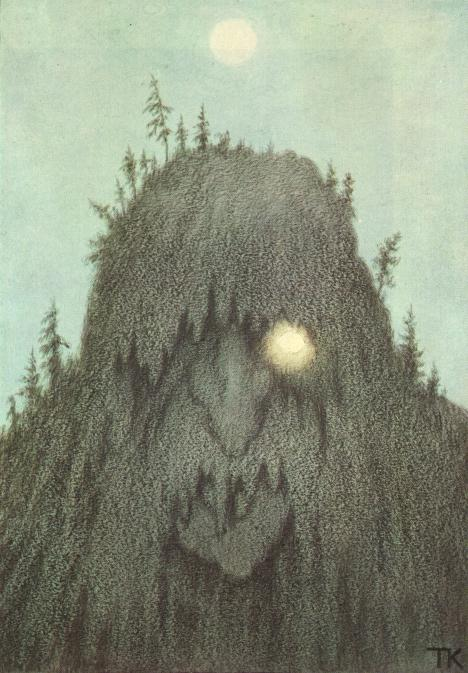
Skogtroll, 1906 (Лесной тролль)
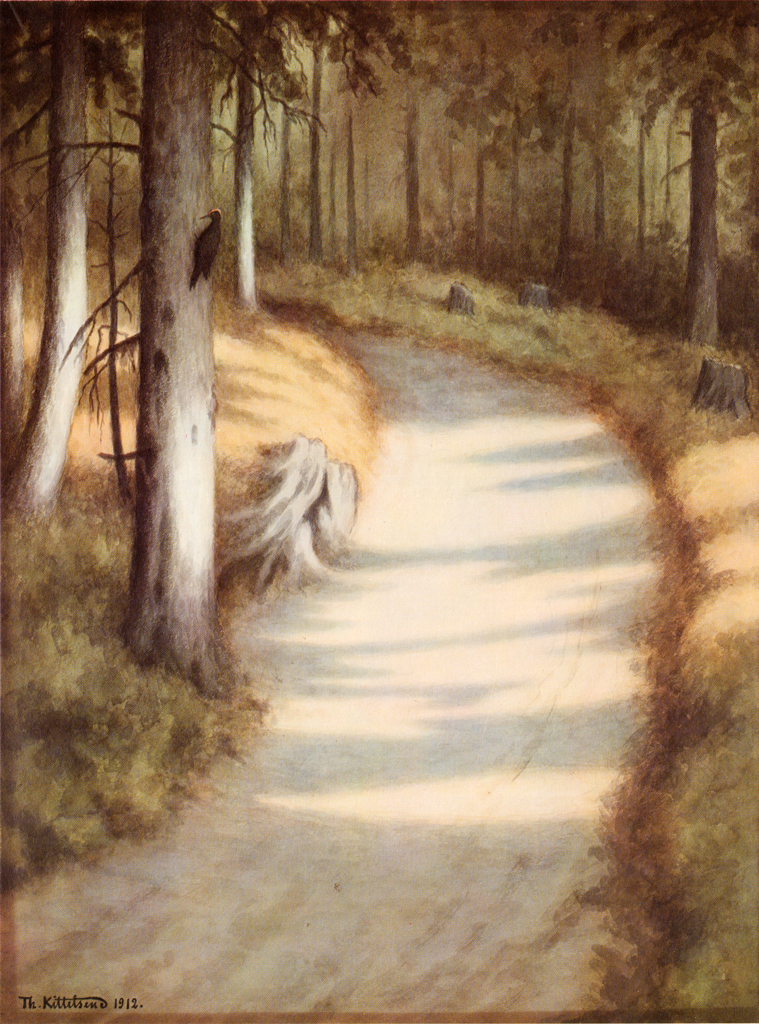
Hakkespett, 1912 (Дятел)

### Иллюстрации из книги «Чёрная смерть» (Svartedauen)

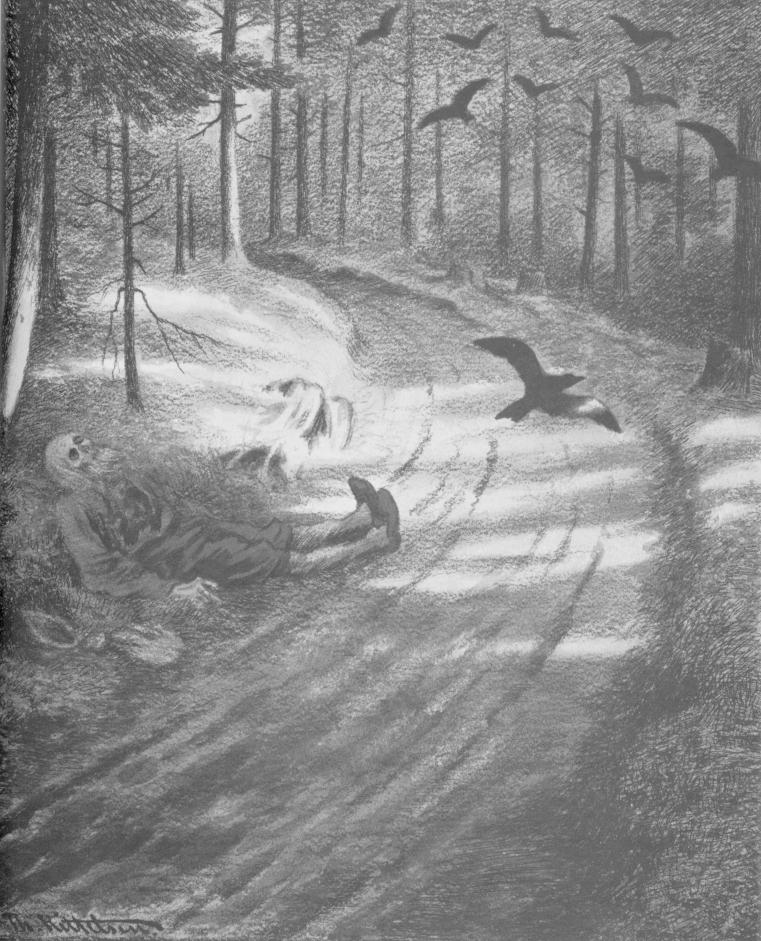
Fattigmannen, 1894-95 (Нищий)
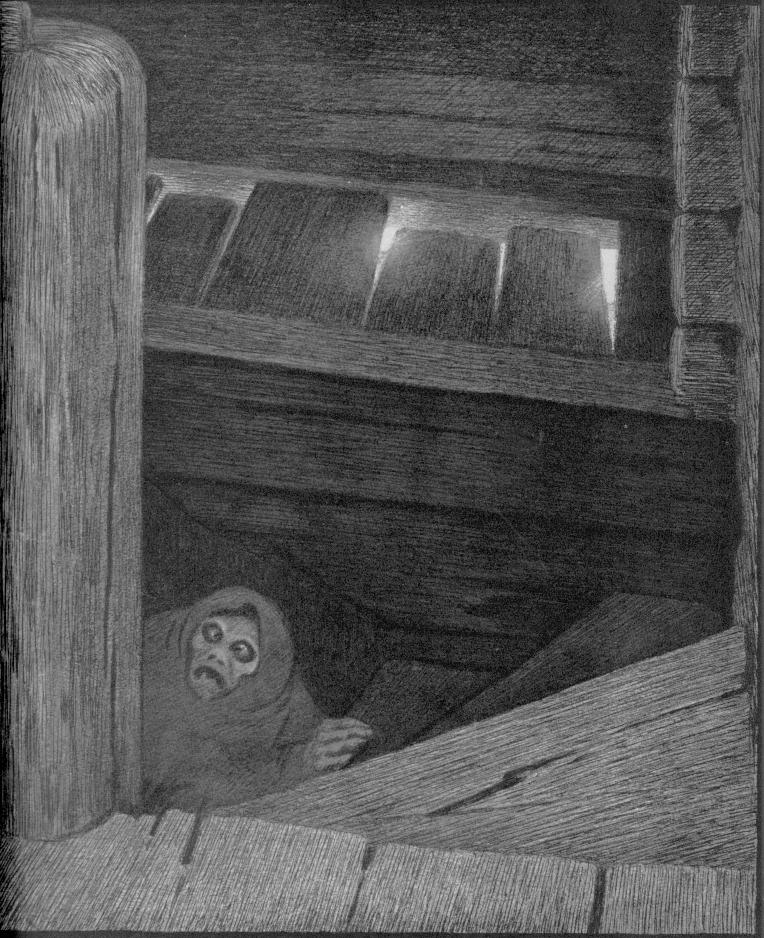
Pesta i trappen, 1896 (Чума на ступенях)
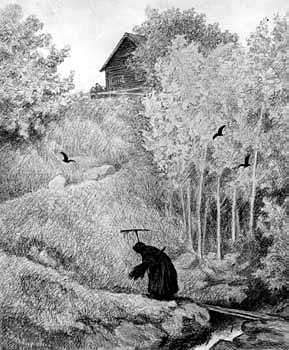
Mor, der kommer en kjerring, 1894-95 (Мама, к нам идёт старуха)
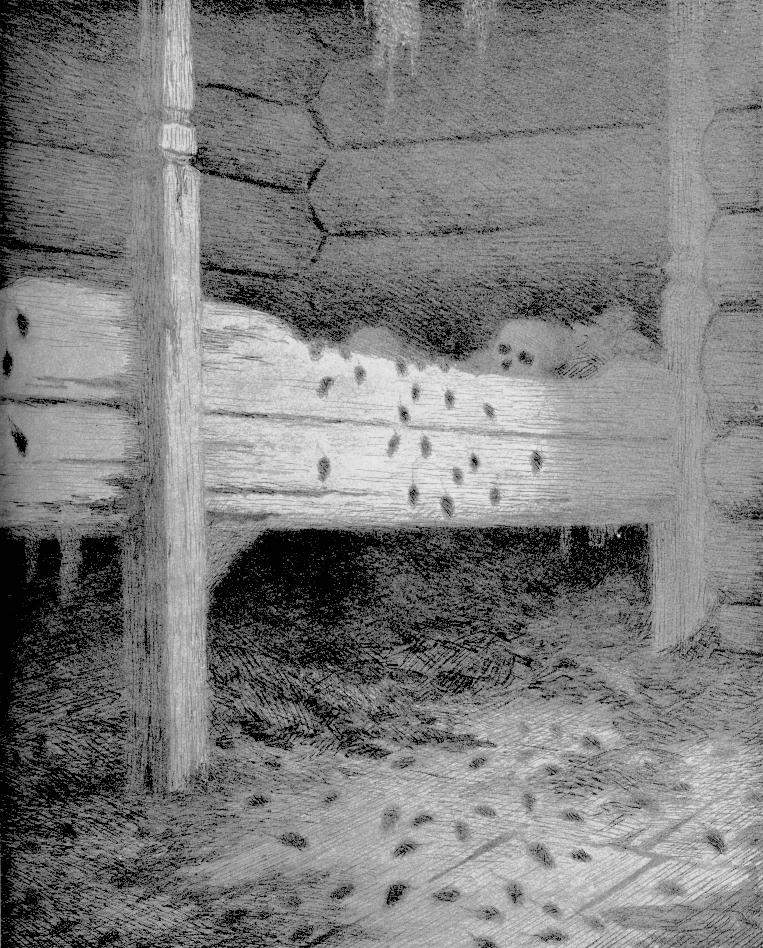
Musstad, 1896 (Мышиный город)